# Садок-священник
«Садок-священник» (англ. Zadok the Priest) — антем, написанный Георгом Фридрихом Генделем в 1727 году по случаю коронации английского короля Георга II. Торжественное произведение на библейскую тему. События, описанные в Библии (Третья книга Царств, главы 1 и 2) повествуют о восшествии царя Соломона, сына Давида на престол Израиля и Иудеи:

И пошли Садок священник и Нафан пророк и Ванея, сын Иодая, и Хелефеи и Фелефеи, и посадили Соломона на мула царя Давида, и повели его к Гиону.
И взял Садок священник рог с елеем из скинии и помазал Соломона. И затрубили трубою, и весь народ восклицал: да живет царь Соломон!
И весь народ провожал Соломона, и играл народ на свирелях, и весьма радовался, так что земля расседалась от криков его.
— 3Цар. 1:38—40

## Текст
Zadok the Priest, and Nathan the Prophet anointed Solomon King.
And all the people rejoiced, and said:
God save the King! Long live the King!
May the King live for ever,
Amen, Alleluia.

## Рецепция
В русскоязычной литературе иногда упоминается под названием «Волшебник Задок», что неверно. В аранжировке Тони Бриттена антем Генделя используется в качестве гимна Лиги чемпионов УЕФА. С изменённым текстом сопровождает открывающие титры фильма «Солтберн» британского режиссёра Эмиральд Фенелл.